# 舒亚·乌德·道拉

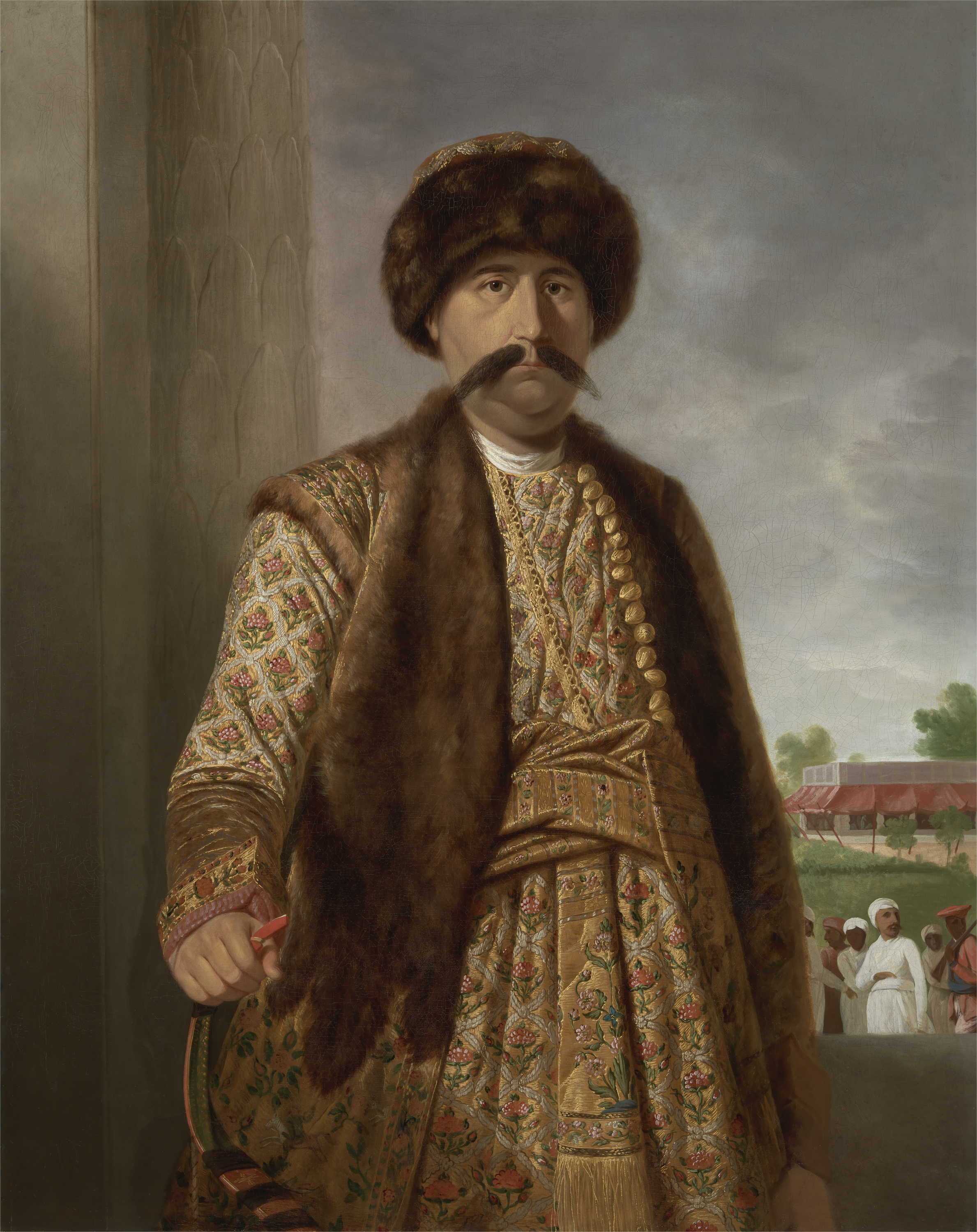
舒亚·乌德·道拉

舒亚·乌德·道拉（波斯語：‎，1732年1月19日—1775年1月26日）是阿瓦德省的纳瓦卜，莫卧儿帝国的大维齐尔，参与了第三次帕尼帕特战役。